# Pero Tadić (boksač)
Pero Tadić (Tomislavgrad, 1956.), hrvatski boksač, trener i dužnosnik

## Životopis
Rođen u Tomislavgradu. Srednju školu je pohađao u Splitu gdje je završio za kemičara. U Splitu je ostao i studirati na Kemijsko-tehnološkom fakultetu. Usporedno je počeo boksati, 1976. na Gripama, u tamošnjem boksačkom klubu. U boksu je postao uspješan. Otišao je boksati u Pulu za Pulu. Bio je trostruki pojedinačni prvak Jugoslavije (1981., 1982. i 1983., poluteška). Sudionik europskih i svjetskih prvenstava na kojima je osvajao bronce 1983. i 1985. na europskom prvenstvu, 1982. u Münchenu na svjetskom prvenstvu. Na prvenstvima Balkana bio je brončani 1980. a 1983. je bio prvak. Za se kaže da nije postao svjetski prvak jer se radi egzistencije bavio usporednim djelatnostima (fliper i biljar) te se nije mogao u potpunosti posvetiti boksu. Član momčadi BK Pule koja sezone 1982/83. osvojila prvenstvo Jugoslavije bez poraza. Tadić je boksao te sezone u poluteškoj kategoriji. Boksačku karijeru nastavio je kao izbornik hrvatske boksačke reprezentacije. Najdugovječniji je izbornik hrvatske reprezentacije i nositelj više AIBA-inih trenerskih zvjezdica. Pet godina za redom bio je u konkurenciji za trenera godine. Kao zaslužni sportaš, od Grada je dobio poslovni prostor koji vodi i danas.
Obnaša dužnost predsjednika Boksačkog kluba Pula. Član Izvršnog odbora Hrvatskoga boksačkog saveza. Direktor hrvatske boksačke reprezentacije od 2011. godine.

## Vanjske poveznice
- BoxRec[neaktivna poveznica]